# Didemnum digestum
Didemnum digestum är en sjöpungsart som beskrevs av Sluiter 1909. Didemnum digestum ingår i släktet Didemnum och familjen Didemnidae. Inga underarter finns listade i Catalogue of Life.